# 小凤头鹦鹉

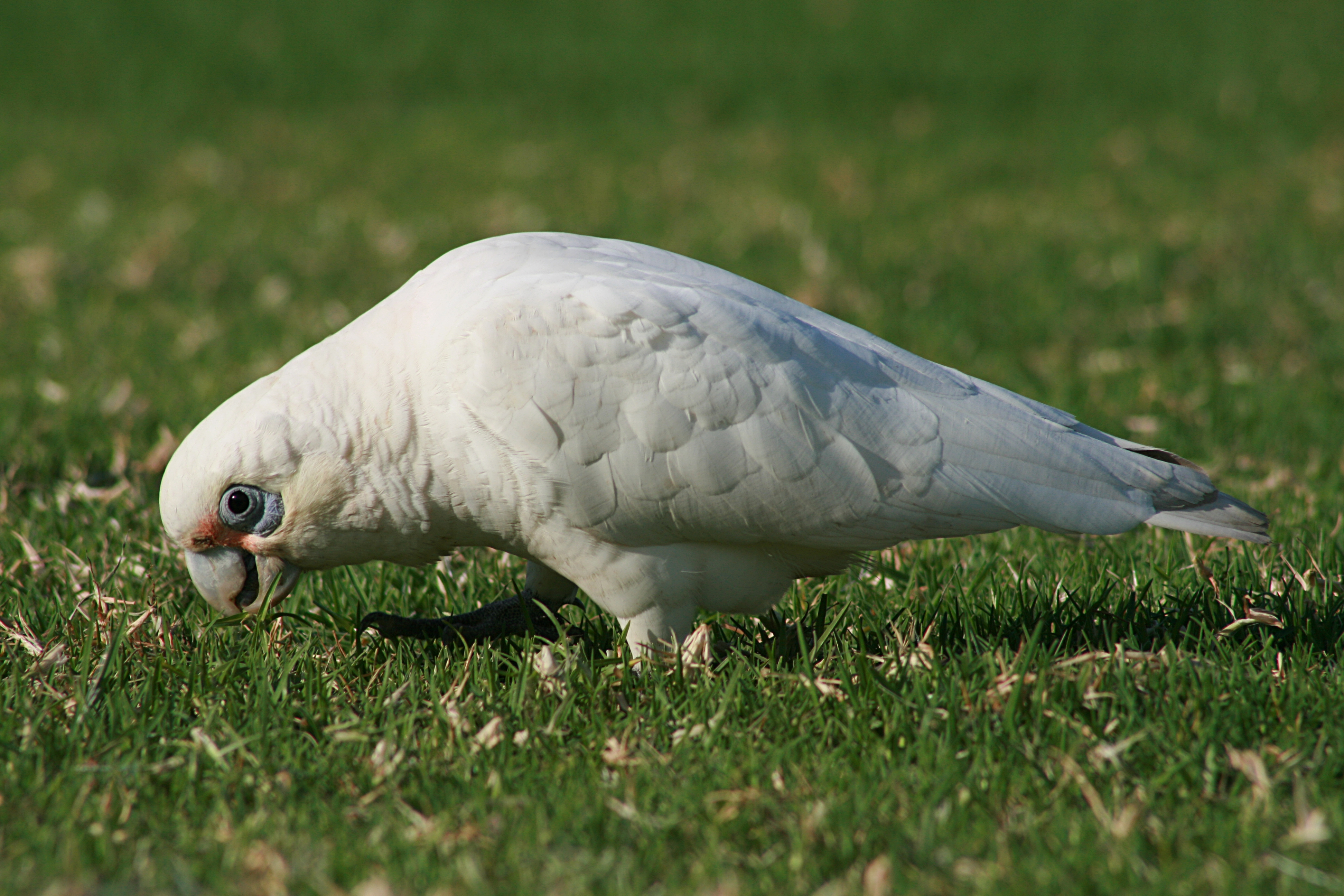

小凤头鹦鹉，又称裸眼小凤头鹦鹉，体长约38厘米，寿命可达50年，体重约500克，分布在澳大利亚。语言能力弱，同时也较安静。食物包括水果、种子、向日葵、果仁、绿色植物。每次产卵2-5颗，孵化期约23-24天，羽化期45-56日。